# نوید عاشقی (آلبوم)
 نوید عاشقی نام یک آلبوم موسیقی اثر  هومن ادهمی، هنرمند ایرانی است که در سبک پاپ تهیه شده و دارای ۱۰ آهنگ است.

## فهرست آهنگ‌ها
| ردیف | آهنگ                 |
| ۱    | تو رو پیدا کردم      |
| ۲    | رؤیای بی دوام        |
| ۳    | نکنی فکر فرار        |
| ۴    | چشمان بارانی         |
| ۵    | برف می یاد           |
| ۶    | نوید عاشقی           |
| ۷    | برف می یاد           |
| ۸    | هدیه آسمانی          |
| ۹    | طلسم سایه            |
| ۱۰   | نوید عاشقی-بدون کلام |